# Martin Bača (fotbalista)
Martin Bača je český fotbalista, jenž je momentálně bez angažmá.